# Bethelium ruidum
Bethelium ruidum là một loài bọ cánh cứng trong họ Cerambycidae.